# Dimelaena australiensis
Dimelaena australiensis är en lavart som beskrevs av H. Mayrhofer & Sheard 1984. Dimelaena australiensis ingår i släktet Dimelaena och familjen Caliciaceae.   Inga underarter finns listade i Catalogue of Life.